# Ravel, Puy-de-Dôme
Ravel är en kommun i departementet Puy-de-Dôme i regionen Auvergne-Rhône-Alpes i centrala Frankrike. Kommunen ligger i kantonen Vertaizon som tillhör arrondissementet Clermont-Ferrand. År 2022 hade Ravel 767 invånare.

## Befolkningsutveckling
Antalet invånare i kommunen Ravel
| Referens: INSEE |